# Кэбин, Йоханнес Густавович
Ива́н (Йоха́ннес) Гу́ставович Кэ́бин (эст. Johannes Käbin) (11 (24) сентября 1905 года, Ранну, Везенбергский уезд Эстляндской губернии, Российская империя, — 25 октября 1999 года, г. Таллин, Эстонская Республика) — советский партийный и государственный деятель, Герой Социалистического Труда (1975). Первый секретарь ЦК КП Эстонии (1950—78 гг.), Председатель Президиума Верховного Совета Эстонской ССР (1978—83 гг.). Член ЦК КПСС (1952—86 гг.).

## Биография
Родился 11 (24 сентября) 1905 года в семье эстонских крестьян в деревне Ранну, расположенной в районе нынешнего города Кохтла-Ярве. В тот момент этот регион входил в состав Везенбергского уезда Эстляндской губернии. Ребёнком переселился с семьей в Россию.
Достигнув совершеннолетия в 1923 году, отправился на сезонные работы в Гатчинский уезд Петроградской губернии. На этом месте проработал два года.
В 1926 году поступил в Ленинградскую школу советского и партийного строительства имени К.Либкнехта. Успешно окончив её через год, Кэбин был назначен председателем Сусанинского сельсовета Гатчинского района Ленинградской области, затем, с 1931 года, находился на партийной работе уже в Ленинградской области.
В 1936 году поступил в Институт красной профессуры, в котором учился до 1938 года (перед этим окончил районные курсы партактива в Ленинградской области и курсы марксизма-ленинизма при Ленинградском обкоме партии). В 1939—1941 годы работал старшим преподавателем марксизма-ленинизма Московского нефтяного института имени И. М. Губкина.
Начиная с 1941 года, работая заведующим сектором печати Центрального Комитета Компартии Эстонии, Кэбин курировал деятельность эстонской печати и также сам публиковался в изданиях. Одновременно он входил в состав комиссий, направлявших эстонцев в эстонские национальные воинские формирования, возглавлял работу партийного комитета, проводившего работу среди эвакуированных жителей Эстонии. Короткое время, в 1942—1943 годы, руководил курсами для партийного, комсомольского и советского актива в Ярославской области. Также некоторое время, по сентябрь 1942 года, работал в Таврическом райкоме партии в Омской области.
Уже к концу войны Кэбин стал 1-м заместителем заведующего отделом пропаганды и агитации ЦК Компартии Эстонии. Но в 1946 году в Эстонии было создано новое учреждение — Институт истории партии при ЦК КПЭ (филиал ИМЛ при ВКП(б)). В течение двух лет возглавлять его было поручено Кэбину.
В 1948 году Кэбин вновь вернулся в ЦК КП Эстонии, был избран секретарем ЦК по пропаганде и агитации. 26 марта 1950 года на известном восьмом Пленуме его избрали первым секретарем ЦК КП Эстонии. На этой должности находился 28 лет.
В 1975 году Указом Президиума Верховного Совета СССР Иоханнесу Кэбину было присвоено звание Героя Социалистического Труда (под именем Иван Густавович Кэбин).
26 июля 1978 года избран Председателем Президиума Верховного Совета Эстонской ССР, находился на этом посту до 8 апреля 1983 года.
После восстановления независимости Эстонии остался на родине. Скончался 25 октября 1999 года в Таллинне.

## Имя в истории
Имя Йоханнеса Кэбина на посту первого секретаря КПЭ и председателя Президиума Верховного Совета ЭССР оценивается в Эстонии неоднозначно. Одни считают его ставленником Москвы и не имевшим ничего общего с Эстонией, другие, наоборот, отмечают его умеренную политику. Так, в «Эстонской энциклопедии» говорится, в частности, следующее: «Йоханнес Кэбин проводил умеренную политику лавирования». Историк Ю. Ант, профессор Таллинского университета, отмечал в 1999 году, в частности, то, что Кэбину удавалось довольно продуктивно ладить с московскими властями. Положительно оценивал роль Кэбина в эстонской истории, в частности, и его преемник Вайно Вяльяс. Бывший секретарь Таллинского горкома партии Энн-Арно Силлари отмечал, что во многом благодаря Кэбину 900 000 человек ещё говорят по-эстонски.

## Награды
- Герой Социалистического Труда (23.09.1975)
- 6 орденов Ленина (20.07.1950; 23.09.1955; 1.03.1958; 23.09.1965; 27.08.1971; 23.09.1975)
- орден Октябрьской Революции (12.12.1973)
- 2 ордена Трудового Красного Знамени (18.06.1946; 17.06.1981)
- орден Дружбы народов (23.09.1985)
- медаль «За трудовую доблесть» (25.12.1959)
- другие медали